# Verižna reakcija s polimerazo
Verižna reakcija s polimerazo, znana tudi pod angleško kratico PCR (polymerase chain reaction), je metoda, ki omogoča kopiranje odsekov DNA s pomočjo encima DNA-polimeraze. Lahko rečemo, da s to metodo kloniramo DNA, ne da bi za to potrebovali žive celice, to pa pred odkritjem PCR praktično ni bilo mogoče. Metodo je leta 1983 razvil ameriški biokemik Kary Mullis, za kar je leta 1993 prejel Nobelovo nagrado za kemijo.
Bistvo kloniranja DNA je v izolaciji posamezne verige DNA iz kompleksne mešanice DNA molekul. Kloniranje je omogočilo velik napredek pri razumevanju sestave in delovanja genov in genoma. Klasično kloniranje ima veliko pomanjkljivost in sicer, da je izredno časovno potratno ter tehnično zahtevno. Klasično kloniranje fragmentov DNA lahko traja več dni, saj so potrebne obsežne spremembe DNA za vnos v klonirni vektor. Tej fazi sledi prenos vektorja v gostujočo celico in kasneje tudi izbor ustreznih rekombinant. PCR izpopolnjuje kloniranje tako, da omogoča čiščenje specifičnega fragmenta DNA v samo nekaj urah. Kljub temu ima PCR nekaj omejitev. Najpomembnejša je ta, da moramo nujno poznati vsaj en delček fragmenta, ki ga želimo klonirati.
Kopiranje odsekov DNA poteka tako, da uporabimo dve kratki molekuli DNA, ki sta komplementarni začetnemu in končnemu delu segmenta, ki ga želimo kopirati, dodamo encim, raztopino soli in deoksiribonukleotide (gradnike DNA). Reakcija poteka verižno; to pomeni, da jo večkrat ponovimo. Pri vsaki ponovitvi se število kopij pomnoževanega odseka veča eksponentno; tako lahko po 20 ponovitvah reakcije dobimo iz 1 kopije DNA teoretično več kot 1 milijon kopij. Temperatura reakcije se mora spreminjati kontrolirano. Za vezavo kratkih molekul DNA (začetnih oligonukleotidov) na matrico, ki jo želimo pomnoževati, je namreč nujno, da je matrica v enoverižni obliki (DNA je običajno dvoverižna molekula), to pa dosežemo tako, da DNA za kratek čas segrejemo na 92 °C ali več (to stopnjo imenujemo denaturacija DNA). Da pride do prileganja začetnih oligonukleotidov na matrico je treba temperaturo spet znižati (na 37 °C - 55 °C), nato pa spet prilagoditi pogojem, ki so optimalni za delovanje DNA-polimeraze.
Nekaj let po tem, ko je Mullis opisal metodo PCR, so jo drugi avtorji izpopolnili tako, da so namesto DNA-polimeraze iz bakterije Escherichia coli (ta ima optimalno temperaturo za delovanje 37 °C in pri visokih temperaturah denaturacije DNA razpade) uporabili polimerazo iz bakterije Thermus aquaticus, ki so jo našli v vročih vrelcih v ameriškem narodnem parku Yellowstone. Ta polimeraza je termostabilna: optimalno deluje pri 72 °C, prenese pa tudi kratkotrajna segrevanja nad 90 °C. Zato odtlej ni bilo več treba v vsakem ciklu dodati svežega encima, kar je omogočilo avtomatizacijo postopka.
PCR izvajamo v natančnih termostatih, ki jih je mogoče programirati. Določimo lahko temperature, trajanje inkubacije, število ponovitev ciklov in podobno. Reakcije potekajo v volumnih od 20 μl do 100 μl. Pri klasični izvedbi, kakršna je še vedno najbolj pogosta, po končani reakciji produkte analiziramo z elektroforezo v agaroznem gelu. Novejša izvedba, PCR v realnem času, pa omogoča sprotno zasledovanje količine nastalega produkta in je zato hitrejša, omogoča pa tudi kvantificiranje točno določene DNA v začetnem vzorcu.